# Похитители душ
Похитители душ — совместный цикл популярного российского фантаста Ника Перумова и писательницы Полины Каминской.

## Книги трилогии

### Посредник
Врач создаёт аппарат, который позволяет на время отделять человеческую душу от тела и отправлять её в глубины сознания. В результате этого многие пациенты погибают. Оказывается, что в трагических событиях замешаны космические силы.

### Один на один
Бывший милиционер пытается выяснить причину ужасных галлюцинаций, которые происходят с пассажирами метро. В этом ему помогает человек, который может проникать в воображаемые миры.

### Операция: Антиирод
Воображаемые миры способны влиять на реальность. В борьбе за бессмертие человечества главный герой противостоит мощным сверхъестественным силам.

## Критика
Колумнист и автор фэнзина «Анизотропное Шоссе» Василий Владимирский отметил, что эта трилогия написана в новом для Перумова жанре «фантастического реализма». Несмотря на незамысловатость сюжетных ходов, книга стала явным шагом вперёд для Перумова и выдвинула его в число ведущих российских фантастов.